# We Wanna Be Free
"We Wanna Be Free" er en calypso-sang af den danske gruppe Shu-bi-dua, fra deres ottende album, Shu-bi-dua 8. Musikalsk er nummeret blevet til med kraftig inspiration fra Björn Afzelius' og Hoola Bandoola Bands store svenske hit "Juanita", og tekstmæssigt har Shu-bi-dua valgt synge versene på dansk, mens omkvædet er på engelsk. Sangen handler om en dreng, "Carlos", der vokser op "på en lille ø, meget tæt ved Ækvator" i et ikke nærmere defineret område af Latinamerika. Carlos og hans familie bor i et samfund, "hvor de dyrkede hamp og frihedskamp mod en fæl diktator", og hvor undertrykkelsen af befolkningen langsomt fører til en revolution. 
Eneste lyspunkt for Carlos, er den smukke pige "Camina", som han forelsker sig i og senere danner par med. Da folket har henrettet diktatoren med Carlos som leder, gentager historien sig. Nu er det diktatorens søn, der drømmer om at vælte Carlos, og revolutionen og mantraet "we wanna be free" kan begynde forfra. Mod slutningen af albumsangen, er det drengen Benjamin Holck Lassen (som "diktatorsønnen") der synger i stedet for Michael Bundesen.

## Efter udgivelsen
"We Wanna Be Free" udkom som single i 1982 sammen med "Costa Kalundborg", der også stammer fra 8'eren. Calypso-nummeret blev næsten øjeblikkeligt et hit og spillet hyppigt i de danske radioer rundt omkring. I dag regnes den blandt Shu-bi-duas helt store sange.

## Medvirkende
- Michael Bundesen: Sang
- Michael Hardinger: Guitar, kor
- Claus Asmussen: Guitar, kor
- Kim Daugaard: Bas, kor
- Willy Pedersen: Klaver, Orgel
- Kasper Winding: trommer

### Øvrige medvirkende
- Hans-Christian Andresen: Valdhorn
- Ketil Christensen: Trompet
- Benjamin Holck Lassen: omkvædsang